# Адриан Андреев
Адриан Андреев е български тенисист.

## Биография
Роден е на 12 май 2001 г. в София. Започва да се занимава професионално с тенис на 15-годишна възраст. Към 3 юни 2024 г. е № 235 в класацията на ATP. Той е втората ракета на България, след Григор Димитров. Професионален играч е от 2016 г.